# Municipio de La Prairie (Illinois)
El municipio de La Prairie (en inglés: La Prairie Township) es un municipio ubicado en el condado de Marshall en el estado estadounidense de Illinois. En el año 2010 tenía una población de 364 habitantes y una densidad poblacional de 3,9 personas por km².

## Geografía
Según la Oficina del Censo de los Estados Unidos, el municipio tiene una superficie total de 93.27 km², de la cual 93,27 km² corresponden a tierra firme y (0 %) 0 km² es agua.

## Demografía
Según el censo de 2010, había 364 personas residiendo en el municipio de La Prairie. La densidad de población era de 3,9 hab./km². De los 364 habitantes, el municipio de La Prairie estaba compuesto por el 98,08 % blancos, el 1,37 % eran de otras razas y el 0,55 % eran de una mezcla de razas. Del total de la población el 1,1 % eran hispanos o latinos de cualquier raza.